# 藍吉はづき
藍吉 はづき（あいよし はづき、10月1日 - ）は、日本の漫画家、イラストレーター。茨城県出身。
主に成人向け漫画を執筆し、『COMICポプリクラブ』（マックス）で活動している。また、同人サークル「ETC×ETC」で活動している。以前ははづきというペンネームを用いていたが、『ゆめぐりゆりめぐり』等の作者であるはづきとは別人である。

## 作品リスト

### 成人向け
- 『きみとの、はじめて』 （2011年9月26日発売[3]、マックス〈ポプリコミックス〉、ISBN 978-4-86379-051-3） 「はづき」名義

### 一般向け
- 『彼女のお×××はえっちすぎる』[4]（2018年2月27日発売[5]、竹書房〈バンブーコミックス COLORFUL SELECT〉、ISBN 978-4-80196-198-2）
- 『放課後うぃっちーず!』（竹書房〈バンブーコミックス〉、既刊1巻） 
  1. 2019年1月28日発売[6]、ISBN 978-4-80196-501-0